# ジェルマン・ベルテ
ジェルマン・ベルテ（Germain Berthé 、1993年10月24日 - ）は、マリ共和国出身のプロサッカー選手。オロヤAC所属。ポジションは、ゴールキーパー。